# Раковка (Воронежская область)
Раковка — посёлок в Ольховатском районе Воронежской области России.
Входит в состав Новохарьковского сельского поселения.

## Население
| 2010 |
| ---- |
| 79   |